# Ґудзик

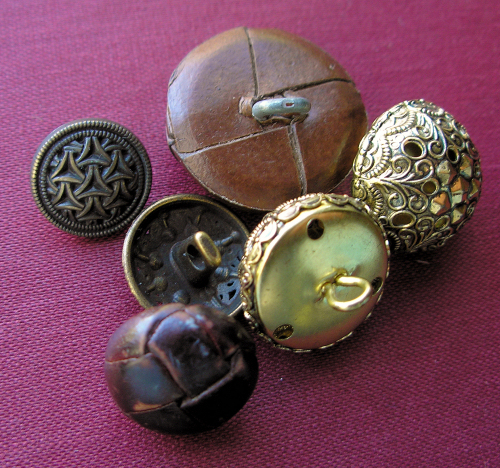
Металеві, пластикові та шкіряні ґудзики

Ґýдзик — елемент одягу, який використовується для фіксації відлоги, коміра, манжети тощо.
Слово «ґудзик» за походженням пов'язане з прасл. *guzъ («вузол», «шишка», «ґудзь»). Наявність звуків [ɡ] і [d͡z] на місці очікуваних [ɦ] і [z] (ґудзик замість *гузик) робить ймовірним польське походження слова.

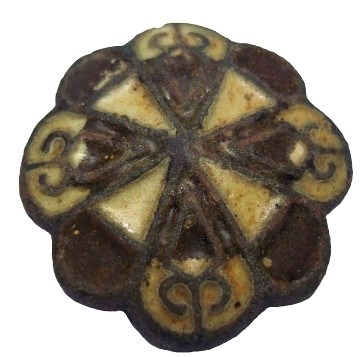
Ґудзик (Дробниця) часів Русі

## Історія
Найчастіше, ґудзик має дископодібну форму і продягається у петлю, чи проріз у одязі. Вважається, що перші ґудзики з'явилися у стародавньому Римі. На території України масове виробництво ґудзиків розпочинається наприкінці епохи бронзи (ХІІ—ХІ ст. до Р.Х).
Поодинокі знахідки ґудзиків трапляються й у давніших культурах. З доби пізнього палеоліту дійшли до нас циліндричні гантелеподібні ґудзики, зроблені з кістки мамонта (Мезинська стоянка). З трипільської культури відомі кістяні дископодібні ґудзики з двома отворами для пришивання. Тогочасні ґудзики являли собою круглу опуклу пластину діаметром до 3 сантиметрів. На ввігнутому боці кріпилося вушко. Лицева сторона могла бути гладкою, або орнаментованою насічками. Виготовлялися ґудзики з бронзи і заліза. Інколи такі ґудзики пришивалися у два ряди. Другий ряд був суто декоративним.
В ХІ-ХІІ ст. в Україні побутують пластинчаті та кулясті ґудзики. Круглі пластинчаті ґудзики, з одним отвором, за формою в перерізі, поділяються на трапецієподібні та напівсферичні. Такі ґудзики виготовлялися переважно з рогу та кістки. До різновиду ґудзиків можна зарахувати також циліндричні застібки, котрі з'явилися на території України ще у бронзовій добі, і проіснували у незмінному вигляді до ХІІ-ХІІІ ст.

Арабський мандрівник Ібн Фадлан у 922 році згадує похорон багатого руського купця: 
|  | Померлого вбрали як найбагатіше: в шовкову свиту з золотими ґудзиками, на голову зодягли соболеву шапку з золотим верхом і посадили в наметі на лаві, підперши подушками. |

Примітно що у центрах найдавніших цивілізацій (Єгипет, Греція, а пізніше — Римська імперія) ґудзики не застосовувалися. Для скріплення одягу служили заколки — фібули. Фібули наряду із ґудзиками виготовлялися й в Україні, як запозичення від античного світу. Зворотні запозичення майже відсутні. Поодинокі знахідки ґудзиків на території Греції, грецьких міст Причорномор'я та Римської імперії датуються щойно IV ст. до Р. Х. Швидше за все, цьому заважав своєрідний снобізм римських громадян, котрі вважали негідним бодай в чомусь вчитися у «варварів».
У Середньовіччі, а особливо в епоху Ренесансу форма та матеріали виготовлення ґудзиків значно урізноманітнюється. Вони робляться справжньою окрасою костюма, майже виключно чоловічого. У вищих верств ґудзики перетворюються на витвори ювелірного мистецтва, і коштують інколи більше, ніж сам одяг. Староста Микола Потоцький для виконання обов'язків депутата судді в коронному Трибуналі наказав пошити два «кубраки» з простого селянського сіряка, але із відповідною його становищу оздобою. Один із строїв був обшитий оправленими у золото рубінами, а по боках і ковнірі коралами, а другий оброблений був навколо низками великих українських перлів і мав вузли з великих діамантів. От згадані тут вузли могли виконувати функцію ґудзиків у цьому коштовному ансамблі. Загалом ґудзики робляться ознакою суспільного стану (шляхти, міського патриціату, вищого духовенства, а особливо — військових). Часто до порожнистого ґудзика закладалася кулька, аби ґудзик дзвенів. Такі ґудзики набували значення оберегів. Академік Рибаков назвав їх «ґудзиками-заклинаннями». Це стосується й козацької старшини та гетьманів. Серед рядових козаків була поширена практика виготовлення ґудзиків за допомогою кулелійок. До кулелійки закладалася дротяна петелька, а потім заливалося олово чи свинець. Виходила куля з вушком, яка й правила за ґудзик. Такі ґудзики знайдені на полі битви під Берестечком. У XVIII столітті основою ґудзиків до військового однострою служила кора коркового дуба. Зверху коркову основу обтягали тонким латунним листом. Поверх цього шару наносилася позолота. З розвитком фабричного виробництва у XVIII—XIX ст. ґудзики перестають бути атрибутом престижу та розкоші, і стають доступними для всіх верств населення. До матеріалів, з яких виготовляються ґудзики, додаються скло та перламутр. У цю пору набули поширення ліврейні ґудзики, тобто ґудзики з гербом господаря, котрі пришивалися до костюмів слуг. Як ознака чиновників (цивільних і поліційних), «форменні» ґудзики в Україні XIX-ХХ ст. викликають виразно негативні емоції, і навіть глузування.

## Види ґудзиків

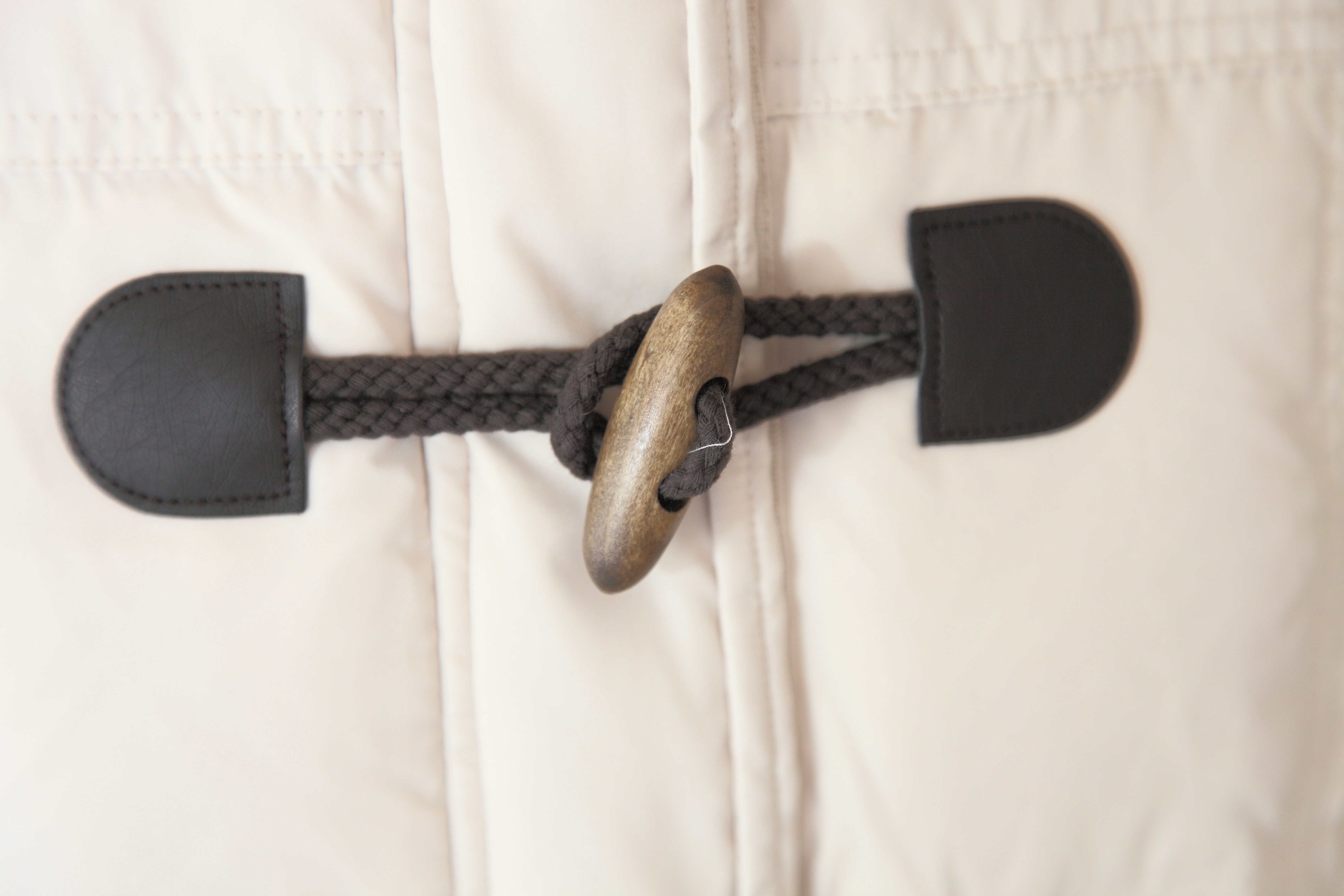
Ґудзик-цурочка

- Ґудзик з петелькою — має петельку-вушко на зворотному боці, за яку його пришивають до одягу.
- Ґудзик з отворами — має 2-4 наскрізних отвори.
- Ґудзик-цурка (ґудзик-цурочка) — ґудзик у вигляді короткої палички[2].
- В'язаний ґудзик — в'яжеться гачком з вовняних ниток.
- Га́мба (від угор. gomb — «ґудзик, запонка») — діалектна назва вузла, що використовується замість ґудзика[3][1].
- Джинсовий ґудзик — прикріплюється до одягу за допомогою ніжки-заклепки, яка може з'єднуватися з ним як жорстко, так і рухомо.
- Запонка — застібка для манжетів, схожа на ґудзик.
- Кнопка — ґудзик-заскочка з двох асиметричних елементів.
- Пуговиця — мідяний ґудзик з вушком для оздоблення табівок[4].

## Приклади в літературі
Суддя там признавався сміло,
Що з ґудзиками за мундир: Таке переоначив діло,
Що, може б, навістив Сибір;
(Іван Котляревський): Штовхаюсь я; аж землячок,
Спасибі, признався,
З циновими ґудзиками:
«Де ты здесь узялся?»
(Тарас Шевченко)
|  | На мундире у городничего посажено было восемь пуговиц, девятая как оторвалась во время процессии при освящении храма назад тому два года, так до сих пор десятские не могут отыскать, хотя городничий при ежедневных рапортах, которые отдают ему квартальные надзиратели, всегда спрашивает, нашлась ли пуговица. Эти восемь пуговиц были насажены у него таким образом, как бабы садят бобы; одна направо, другая налево |

(Микола Гоголь)
|  | Не вспіла вона очі протерти, як ось іде по улиці чоловічок, сам мерзенний, мідяні ґудзики, на шапці бляшка, з доброго семигривеного. Пізнала Катря, що воно таке є, та дуже злякалась, бо чувала од людей про якихсь гайдамаків, що по судах пишуть та людей до смерті записують, — а се ж він і був. |

(Данило Мордовець)
|  | Жених приїхав до нашої мамзелі на огладини. Якийсь хлюст з ґудзиками, дідько його батька знає! |

(Шолом-Алейхем)

## Виробництво, використання
В уніформі (однострої), особливо військовому, ґудзики й донині зберігають функцію другорядних ранговий відзнак, позначають приналежність до тих, чи інших родів зброї, військових частин та національну приналежність армії загалом. Наприклад, 4 уланський полк, шефом якого був цісар Франц-Йосиф І, на відміну від інших уланських полків, мав право на золоті (позолочені) ґудзики. Ґудзики з державним гербом «Тризуб» були введені в Українській Галицькій Армії 30 квітня 1919 року, а війську УНР у травні 1920 року. Скляні, покриті металом, ґудзики використовувалися особовим складом німецьких військово-морських сил (1933—1945 р.р.).
Сировиною для їх виробництва перламутрових ґудзиків наприкінці XIX та у XX столітті використовувалися стулки перлівниці, відомої також як перлова мушля (Meleagrina meleagris). Розвиток шляхів сполучення уможливив їх постачання навіть у віддалені від моря регіони, такі, наприклад, як Гуцульщина. Неповторні за фактурою перламутрові ґудзики побутували у Галичині до ІІ Світової війни. Торгівля стулками перлівниць на той час давала більший дохід, ніж торгівля власне перлами. Поява пластмасових ґудзиків занапастила цей благородний матеріал.
Ґудзики у вигляді нитяних та шкіряних вузлів існували паралельно із ґудзиками з інших матеріалів від найдавніших часів, і до ХХ ст. Нині збереглися, як аксесуар українського народного одягу та данина традиції. З ґудзиками пов'язані й деякі народні повір'я. Наприклад, у Галичині вважається поганою прикметою піднімати на вулиці загублені ґудзики. У XVIII столітті чорні ґудзики на кольоровому одязі означали, що ця особа носить траурний одяг. «Він був у червоному каптані з чорними ґудзиками, що у ті часи ясно свідчило про втрату когось із близьких родичів» (Нестор Кукольник «Максим Созонтович Березовський»).
Древні слов'яни використовували металеві ґудзики у формі кульок, до яких було припаяне вушко. В усі історичні часи аристократія пишно оздоблювала ґудзики (як правило дорогоцінним камінням), користувалася ґудзиками з благородних металів.
В українських селах за допомогою ґудзика виготовляли дитячі забавки — фуркалки.

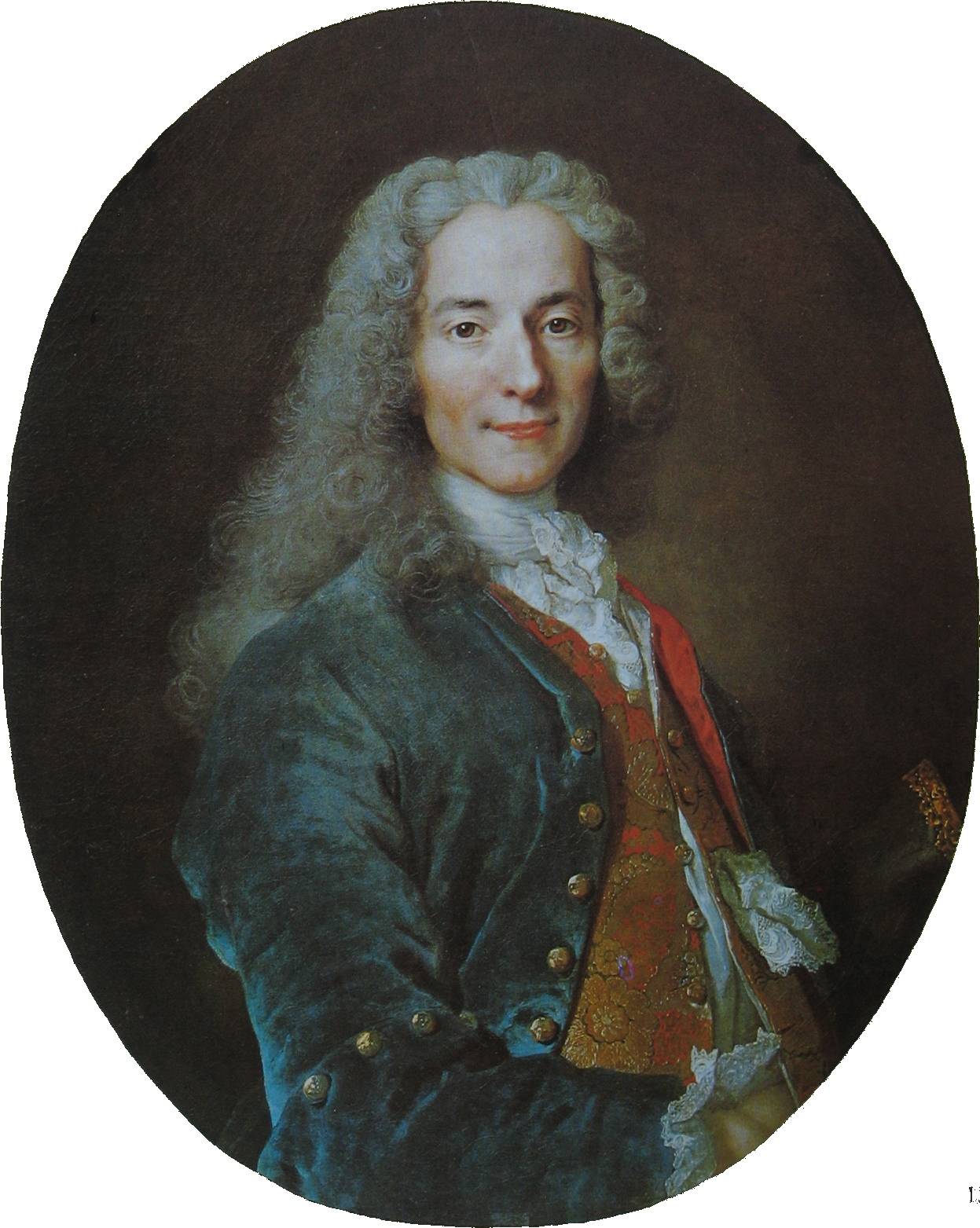
Ґудзики на чоловічому костюмі 1718 р. Худ.Ларжильєр, Франція
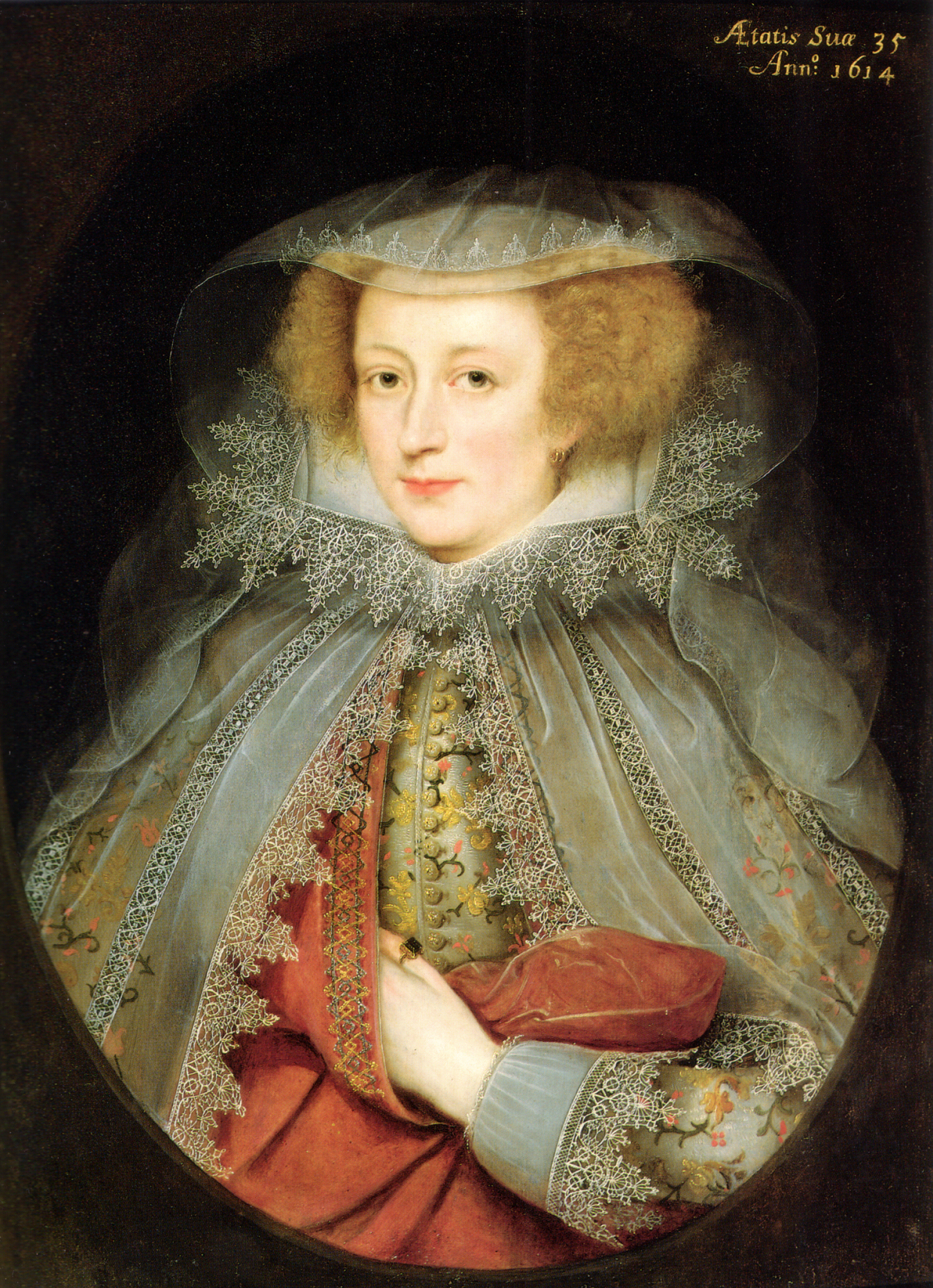
Катаріна Кілігрю, леді Джермін. Ґудзики і мереживо, 1614 рік, Британія.